# 卡德爾山
卡德爾山（英語：Mount Cardell）是南極洲的山峰，位於麥克羅伯特森地，處於布拉德利嶺西北面4公里，屬於查爾斯王子山脈中阿索斯山脈的一部分，澳大利亞探險隊根據空中照片繪入地圖，現時由南極條約體系管理。